# Erlenbruch im Bürgerbusch
Das Naturschutzgebiet Erlenbruch im Bürgerbusch liegt auf dem Gebiet der kreisfreien Stadt Leverkusen in Nordrhein-Westfalen.
Das Gebiet liegt nordöstlich der Kernstadt Leverkusen im Waldgebiet Bürgerbusch. Der Bürgerbusch wird durch die A1 in eine nördliche Hälfte, in der das etwa 1 ha große Naturschutzgebiet direkt am Hauptweg liegt und eine südliche Hälfte geteilt, in der das 17,58 ha umfassende Naturschutzgebiet Bachaue des Bürgerbuschbaches liegt.

## Beschreibung
Das etwa 1 ha große Gebiet wurde im Jahr 1980 unter der Schlüsselnummer LEV-002 unter Naturschutz gestellt.
Das Gebiet wird laut Fachinformationssystem des Landesamtes für Natur, Umwelt und Verbraucherschutz in NRW wie folgt beschrieben:

„Inmitten des Bürgerbuschs, größten zusammenhängenden Waldgebiet Leverkusens, liegt auf sandigem Boden das NSG Erlenbruch. Den größten Anteil an der Fläche hat der östlich gelegene Erlensumpf. Hier steht noch flächendeckend die Winkelsegge. Offene Wasserflächen liegen jedoch nicht vor. Westlich schließt sich ein kleines Stück des trockeneren Eichenwaldes an. Der Eichenwald ist strukturreich und weist alte Bäume auf. Der Erlensumpf ist noch typisch ausgeprägt und in gutem Erhaltungszustand. Die Auswirkungen des Wassermangels sind jedoch bereits sichtbar. Für den lokalen Biotopverbund stellt dieser kleine Erlenwald aufgrund seiner noch typischen Prägung die Kernfläche dar. Er ist jedoch ohne den Schutz der angrenzenden Erlenwälder auf Dauer nicht haltbar, da er alleine zu klein ist und ohne Verschluss der benachbarten Gräben das Wasser im Erlensumpf nicht haltbar ist. Zur Erhaltung der Waldbereiche ist eine Wiedervernässung (z. B. durch großräumigen Verschluss der Entwässerungsgräben) und eine Erweiterung der zu schützenden Waldbereiche um das NSG notwendig.“